# Dromaeolus mixta
Dromaeolus mixta är en skalbaggsart som beskrevs av Sharp 1908. Dromaeolus mixta ingår i släktet Dromaeolus och familjen halvknäppare. Inga underarter finns listade i Catalogue of Life.